# Ersin Korkut

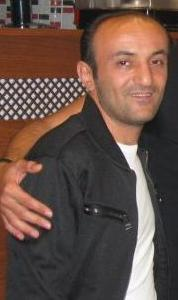
Ersin Korkut

Ersin Korkut (* 8. November 1977 in Hakkâri) ist ein türkischer Schauspieler kurdischer Abstammung.

## Leben und Karriere
Korkut wurde am 8. November 1977 in Hakkâri geboren. Für die Schauspielerei bekam er Unterstützung von seiner Tante und dem Filmemacher Yılmaz Erdoğan. Bevor er nach Istanbul kam, arbeitete er als Taxifahrer und dann als Tellerwäscher in einer Pizzeria. Er studierte am Beşiktaş Kültür Merkezi.  Anschließend nahm er an der Sendung Çok Güzel Hareketler Bunlar teil. Außerdem nahm er 2020 an Survivor Türkiye teil. Im selben Jahr spielte er in der Fernsehserie Kafa Doktoru die Hauptrolle.

## Kontroverse
Im Oktober 2015 wurde er vom Staatsgericht wegen Drogenkonsums zu zehn Monaten Haft verurteilt. Später setzte das Gericht die Strafe zur Bewährung aus, weil die Haftstrafe weniger als ein Jahr betrug.

## Filmografie

### Filme
- 2003: Bana Bir Şeyler Oluyor
- 2005: Organize İşler
- 2006: Bir Demet Tiyatro
- 2007: Kutsal Damacana
- 2007: Çok Güzel Hareketler Bunlar
- 2009: Neşeli Hayat
- 2010: Çocuklar Duymasın
- 2010: Çok Filim Harektler Bunlar
- 2011: Alemin Kıralı
- 2011: Kutsal Damacana: Dracoola
- 2013: Galip Derviş
- 2014: Patron Mutlu Son İstiyor
- 2015: Bana Baba Dedi
- 2015: İçimdeki Ses
- 2016: Ekşi Elmalar
- 2016: Geldim Gördüm Güldüm
- 2017: Dostlar Mahallesi
- 2017: Kolonya Cumhuriyeti
- 2019: Organize İşler 2: Sazan Sarmalı
- 2020: Çok Güzel Hareketler 2
- 2020: Feride
- 2020: Survior
- 2022: Demet Akbağ ile Güldürme Beni
- 2022: Şarkılar Bizi Söyler
- 2022: Şimdi Yandık
- 2022: Kutsal Damacana 4

### Serien
- 2003: Bana Bir Şeyler Oluyor
- 2005: Organize İşler
- 2006: Bir Demet Tiyatro
- 2007: Kutsal Damacana
- 2008: Çok Güzel Hareketler Bunlar
- 2009: Neşeli Hayat
- 2010: Cocuklar Duymasın
- 2010: Çok Filim Hareketler Bunlar
- 2011: Alemin Kıralı
- 2011: Kutsal Damacana: Dracoola
- 2013: Galip Derviş
- 2014: Patron Mutlu Son İstiyor
- 2015: Bana Baba Dede
- 2015: İçimdeki Ses
- 2016: Ekşi Elmalar
- 2016: Geldim Gördüm Güldüm
- 2017: Dostlar Mahallesi
- 2017: Kolonya Cumhuriyeti
- 2019: Organize İşler 2: Sazan Sarmalı
- 2020: Çok Güzel Hareketler 2
- 2020: Feride
- 2020: Survivor 2020
- 2022: Demet Akbağ ile Güldürme Beni
- 2022: Şarkılar Bizi Söyler
- 2022: Şimdi Yandık
- 2022: Kutsal Damacana 4